# Eriksmåla
Eriksmåla är ett samhälle i Emmaboda kommun i Kalmar län, belägen vid korsningen av Riksväg 25 och Riksväg 28 i Algutsboda socken. SCB avgränsade bebyggelsen före 2020 som en tätort som även omfattade bebyggelse i grannorten Åfors. Vid avgränsningen 2020 bröts bebyggelsen i Åfors ut till en separat småort och den kvarvarande bebyggelsen uppfyllde då inte kraven för tätort (> 200 boende) och klassades då som en småort, där även ett område i sydväst ("Liljeholmen") inte längre räknades in.
Orten delar vissa funktioner (till exempel bibliotek och förskola) med Åfors. 
Här finns en känd marknadsplats som Vilhelm Moberg omtalade i några av sina böcker.
Filmen "Mitt liv som hund" spelades bland annat in i Eriksmåla.

## Befolkningsutveckling
| Befolkningsutvecklingen i Eriksmåla 1960–2015                   | Befolkningsutvecklingen i Eriksmåla 1960–2015 | Befolkningsutvecklingen i Eriksmåla 1960–2015 | Befolkningsutvecklingen i Eriksmåla 1960–2015 | Befolkningsutvecklingen i Eriksmåla 1960–2015 |
| --------------------------------------------------------------- | --------------------------------------------- | --------------------------------------------- | --------------------------------------------- | --------------------------------------------- |
|                                                                 |                                               |                                               |                                               |                                               |
| År                                                              |                                               |                                               | Folkmängd                                     | Areal (ha)                                    |
| 1960                                                            | 1960                                          |                                               | 278                                           |                                               |
| 1965                                                            | 1965                                          |                                               | 295                                           |                                               |
| 1970                                                            | 1970                                          |                                               | 305                                           |                                               |
| 1975                                                            | 1975                                          |                                               | 438                                           |                                               |
| 1980                                                            | 1980                                          |                                               | 396                                           |                                               |
| 1990                                                            | 1990                                          |                                               | 315                                           | 94                                            |
| 1995                                                            | 1995                                          |                                               | 270                                           | 94                                            |
| 2000                                                            | 2000                                          |                                               | 234                                           | 94                                            |
| 2005                                                            | 2005                                          |                                               | 238                                           | 94                                            |
| 2010                                                            | 2010                                          |                                               | 231                                           | 94                                            |
| 2015                                                            | 2015                                          |                                               | 205                                           | 93                                            |
| 2020                                                            | 2020                                          |                                               | 84                                            | 43#                                           |
| Anm.: Namnändring 1975 från Åfors till Eriksmåla. # Som småort. |                                               |                                               |                                               |                                               |